# Sant’Angelo in Lizzola
Sant’Angelo in Lizzola – była gmina i od 1 stycznia 2014 r. jedna z frakcji (wł. frazioni) gminy Vallefoglia we Włoszech, w regionie Marche, w prowincji Pesaro i Urbino.
Według danych na rok 2004 frakcję zamieszkiwało 6780 osób, 616,4 os./km².